# 斯威夫特足球俱樂部
埃斯珀朗日斯威夫特足球俱樂部（Football Club Swift Hesperange）是盧森堡的一家足球俱樂部，主場位於埃斯珀朗日。

## 榮譽
盧森堡國家足球聯賽
- 冠軍(1)：2022–23

盧森堡盃
- 冠軍(1)：1989–90

## 外部連結
- FC Swift Hesperange official website （页面存档备份，存于）